# Казарь (Орловская область)
Каза́рь — село в составе Нижнезалегощенского сельского поселения Залегощенского района Орловской области России. 
До образования Залегощенского района входило в состав Новосильского уезда Тульской губернии.

## Название
Происхождение названия имеет две основные версии. Первая: от народа — хазар (по-древнерусски казар), которым вятичи, населяющие эту местность, платили дань в X веке. Это селение могли основать и проживали в нём представители Хазарского каганата — сборщики дани. Другая: от слова «казара» — самоназвания казаков (служилых людей), заселивших издавна эту местность.

## География
Расположено на левом берегу реки Неручь в километре от райцентра Залегощи.

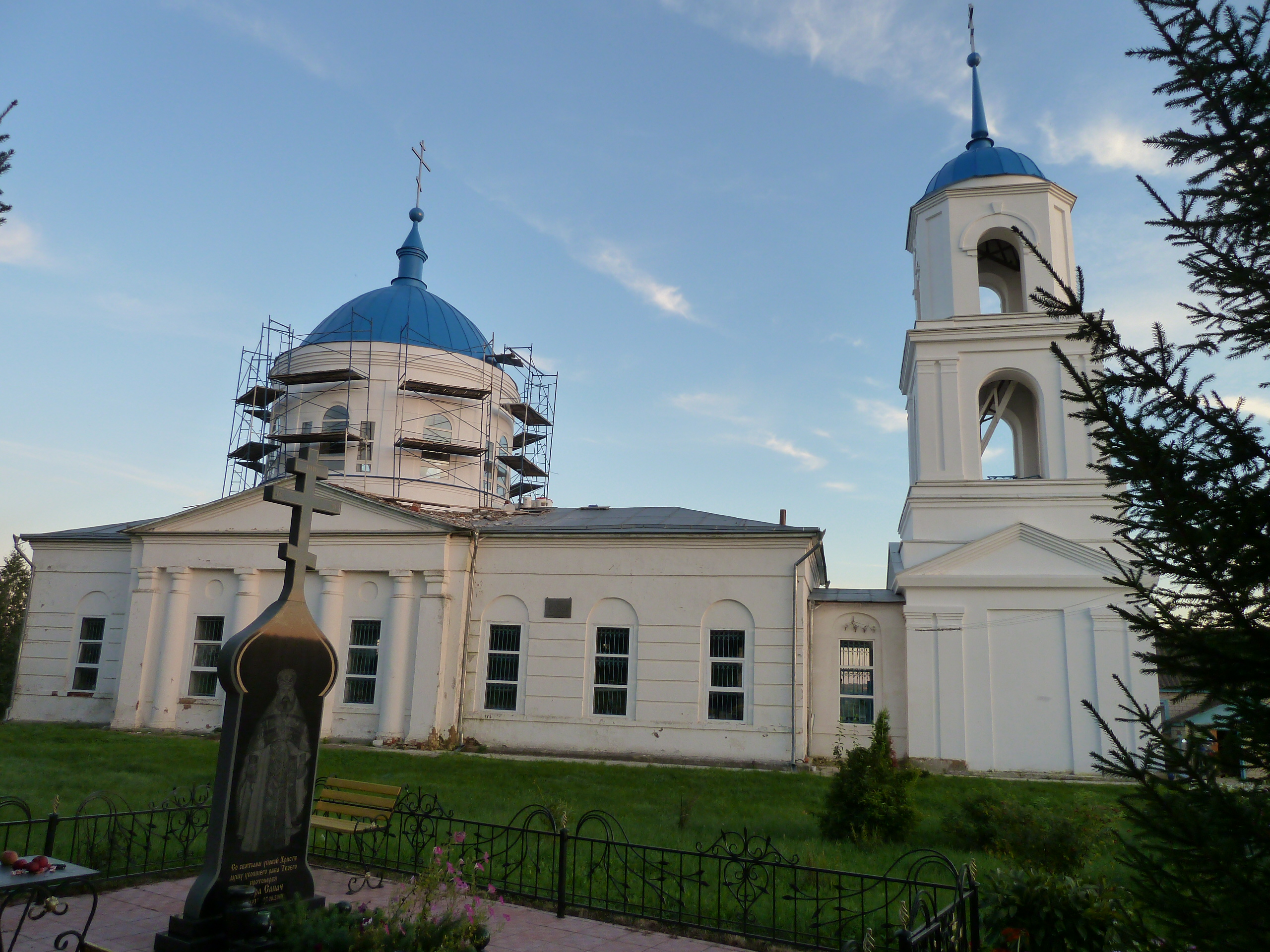
Храм во имя Рождества Пресвятой Богородицы

## История
В письменных источниках упоминается довольно поздно. В 1778 году производилось межевание земель: «Казари деревня владения той деревни и города Новосиля Ямской слободы ямщиков». Время образования церковного прихода также неизвестно. Приход состоял из самого села и деревни Орловки. Каменный храм во имя Рождества Пресвятой Богородицы с колокольней и приделом во имя св. великомученика Дмитрия Мироточивого был построен в 1839 году. Имелась земская школа (в 1895 году) и церковно-приходская школа (в 1915 году). 

## Население
| 1857 | 1859  | 1915  | 2002 | 2010 |
| ---- | ----- | ----- | ---- | ---- |
| 1075 | ↗1091 | ↗1924 | ↘746 | ↘649 |